# Альбицци

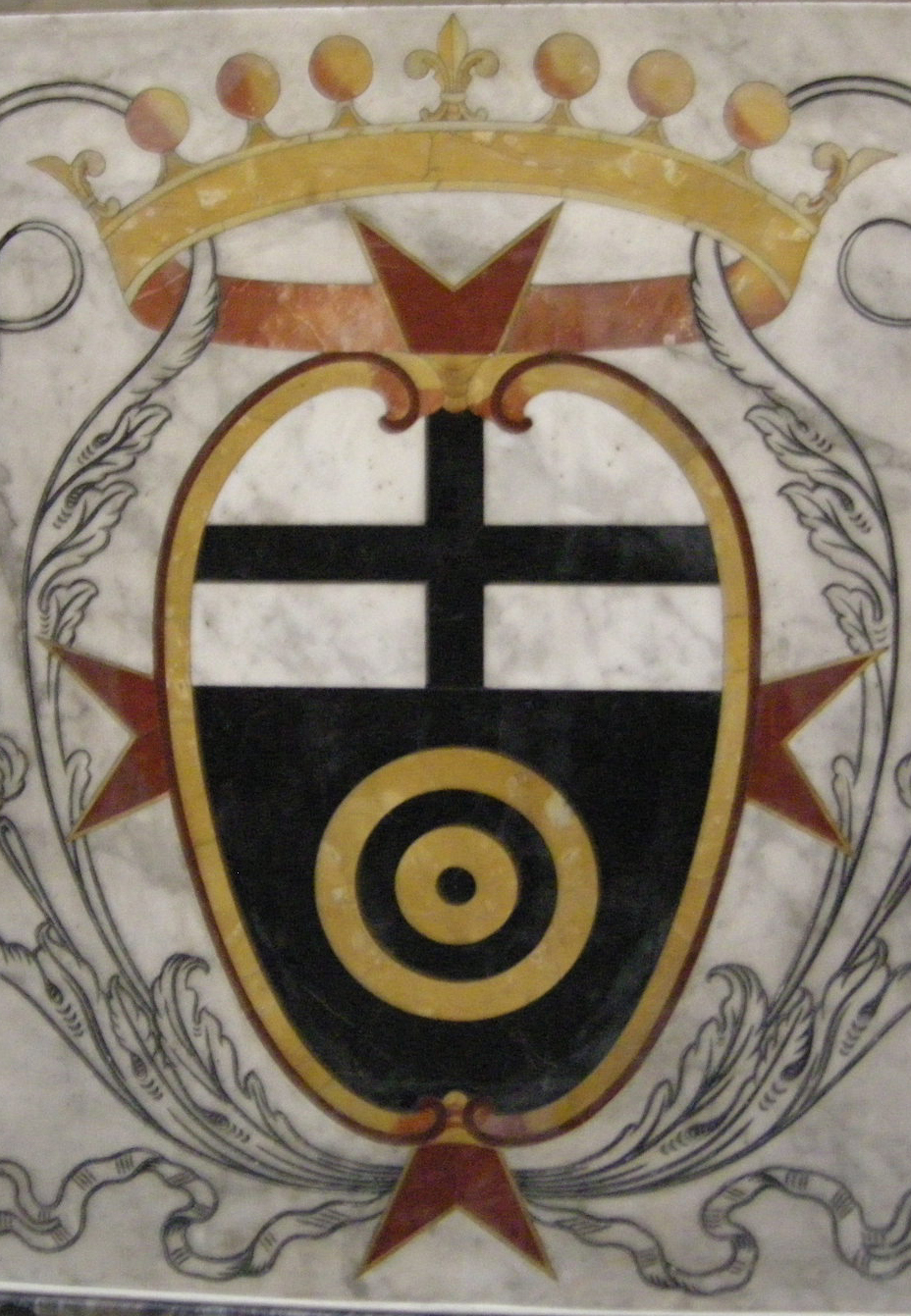
Герб Альбицци с великогерцогской короной и орденом Св. Стефана в церкви Св.Павла, Флоренция

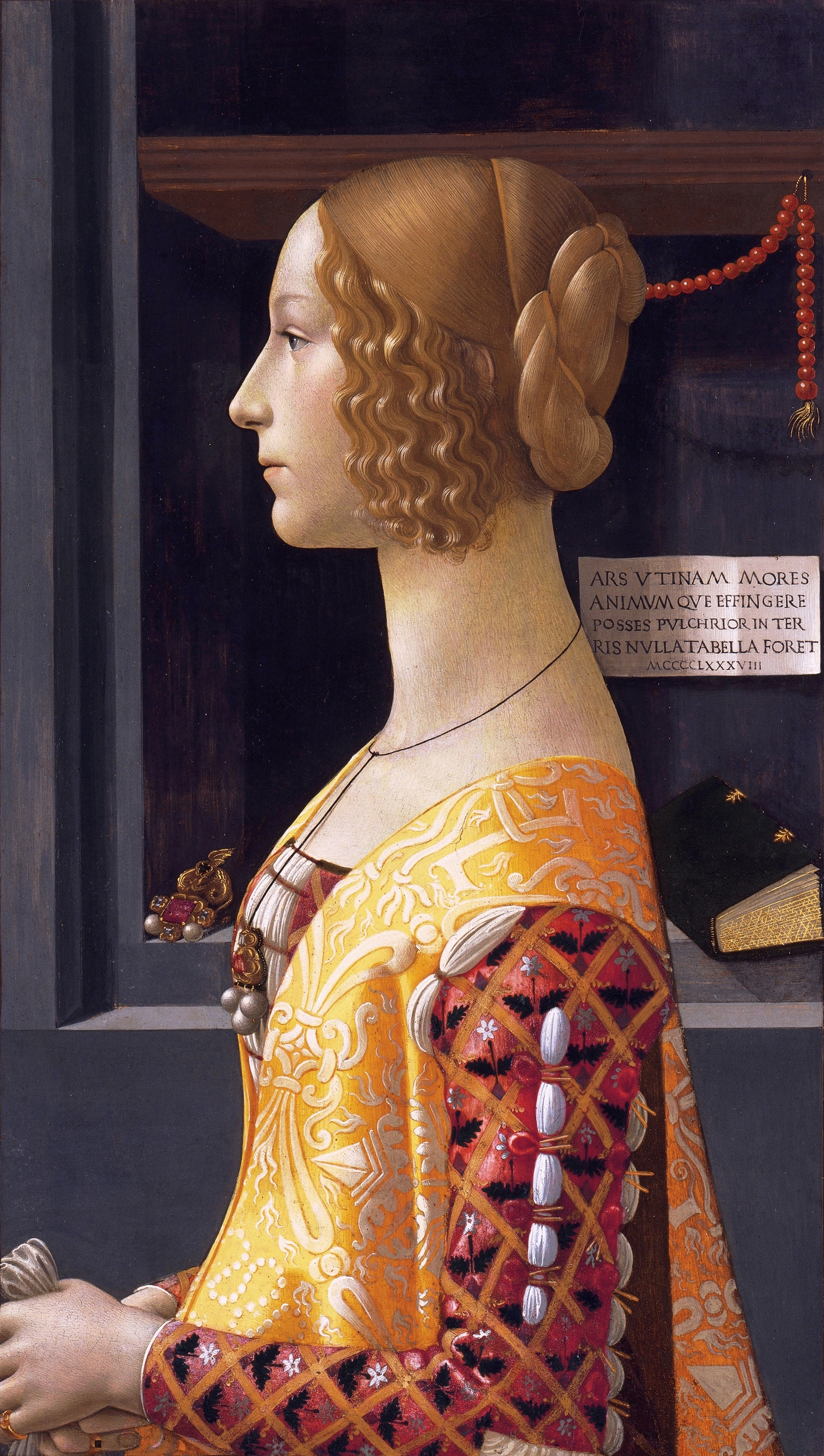
Джованна дельи Альбицци (Торнабуони), Доменико Гирландайо, 1488 (Музей Тиссена-Борнемисы)

Альбицци (итал. Albizzi) — богатый тосканский род, который (с 1343 по 1434) считался самым могущественным во Флоренции и долгое время на равных соперничал с родом Медичи.

## Во главе Флоренции
Альбицци происходили из Ареццо и сделали состояние на организации суконных мануфактур и поставках шерсти. Бенинказа  делли Альбицци переселился во Флоренцию. Его потомки занимали во Флоренции высшие государственные должности (с 1210), играли заметную роль в партии гвельфов, возглавляли торгово-промышленные круги города. Альбицци состояли в цехе Лана. В 1339 году гонфалоньером юстиции был Антонио Альбицци. 
Во время восстания чомпи (1378) дом Альбицци был сожжен, а сами Альбицци бежали. Фактически возглавляли правительство Флоренции (с 1382). Власть Альбицци сверг Козимо Медичи, и они покинули Флоренцию (1434). Впоследствии представители рода возвращались во Флоренцию в периоды изгнания Медичи.
Фактические правители Флоренции из рода Альбицци
- Антонио — один из двенадцати буономини (1343—1348)
- Пьеро — глава флорентийской гвельфской партии (1357 — 1378), казнён по обвинению в государственной измене († 23 декабря 1379).
- Томмазо (Мазо) — глава флорентийской торговой олигархии (1382—1417).
- Ринальдо, сын предыдущего — фактический глава Флорентийской республики  (1417-1434).

## В России
Высочайшим указом (07 июня 1900), бывший итальянский, ныне русский подданный, Фёдор делли Альбицци, с нисходящим его потомством, возведён в  потомственное Российской империи дворянское достоинство, с предоставлением ему права пользоваться титулом маркиза с тем, чтобы означенный титул переходил из нисходящего его потомства мужского пола всегда одному только старшему в роде. Из этой линии происходил полковник Г. Ф. Альбицци, погибший 3 апреля 1920 г. в бою на Перекопе.
Государственный Совет Российской империи на заседании (01 декабря 1902) дозволил Николаю Альбицци, сыну маркиза Ф. А. делли Альбицци, присовокупить к своей фамилии фамилию деда по матери В. Н. Акинфова вместе с гербом рода Акинфовых. 

## В ботанике
Род тропических деревьев и кустарников Альбиция (Albizia) назван в честь одного из представителей рода, Альбицци, Филиппо (итал. Filippo degli Albizzi, первая половина XVIII века), который привёз в 1740-х годах из Константинополя в Европу растение, позже ставшее известным под названием Albizia julibrissin.